# Jacques Hustin
Jacques Hustin (Liège, Bélgica, 15 de março de 1940 - Liège, Bélgica, 6 de abril de 2009) foi um cantautor belga conhecido por representar o seu país, a Bélgica no Festival Eurovisão da Canção 1974.

## Início da carreira
Interessado desde sempre pela música e pintura, Hustin estudou arte e desenho e trabalhou também como ilustrador, cenógrafo e compositor de música incidental. Publicou o seu primeiro disco em 1966 e mudou-se para Paris, onde viveu durante vários anos. Em 1968 , venceu a primeira edição do concurso musical, Cerbul de Aur, realizado em Brasov, na Roménia, com a canção "Camelias". Nesse concurso também participaram Los Machucambos, Hugues Aufray, Caterina Casseli, Edith Pieha, Amália Rodrigues, Rika Zarai, Rita Pavone, Maria Mitiieva, Bobby Solo, Jean-Claude Pascal.

## Festival Eurovisão da Canção
Em 1974, representou a Bélgica no Festival Eurovisão da Canção 1974, um festival muito concorrido, onde participaram artistas como os ABBA, Olivia Newton-John, Gigliola Cinquetti, Peret e Mouth & MacNeal, com a canção "Fleur de liberté", com autoria do prórpio. Terminou a competição em 9º lugar entre 17 participantes.
Em 1978, Hustin tentou voltar a representar a Bélgica no Festival Eurovisão da Canção 1978, com a canção "L'an 2000 c'est demain", perdendo para "L'amour ça fait chanter la vie" de Jean Vallée.

## Carreira posterior
Hustin continou a sua carreira como cantor, tendo também se dedicado à pintura e à televisão, apresentando o programa La Guimbarde. Abriu também um estúdio, onde trabalhou até à sua morte.

## Morte
Hustin faleceu de causas desconhecidas em Liège, a 6 de abril de 2009, curiosamente exatamente 34 anos após a sua participação na Eurovisão.